# Boogie House
Boogie House（ブギハウス）は、山口県周南市栄町2-26アサヒビルB1にあったライブハウス。

## 概要
広島市出身のブルースシンガー・ギタリストの森永正志が、JR徳山駅から徒歩3分の雑居ビル地下1階に1985年にオープンさせたライブハウスである。平日の昼は喫茶、夜はバータイムとなっていた。
西日本屈指のブルースのライブ・スポットとして、プロ・アマを問わず、多くのミュージシャンがこの店でライブを行ってきた。学生時代を隣の防府市で過ごした山崎まさよしもその中の一人であり、高校卒業後は、昼は荷役の仕事をしながら夜は Boogie House でステージを重ねており、山崎は森永から「ライブの取り組み方などで大きな影響を受けた」と振り返っている。こうした経緯もあって、山崎はヒット後もこのライブハウスを頻繁に訪れており、自身の公式ファンクラブの名前もこの店の名と同じ『BOOGIE HOUSE』としている。
2012年7月に森永が57歳で逝去。以後は様々なバンドが森永の追悼ライブを開催したが、2013年2月18日をもって28年の歴史に幕を閉じた。最終日は山崎が全国ツアーの合間を縫って3ピースバンドでファンクラブ会員限定のライブを開催、森永に思いを馳せながら前年11月発売のシングル曲『星空ギター』を演奏して最後を締めている。

## 参考資料
- “山崎まさよしさん下積み…ライブハウス閉店へ”. 読売新聞. (2013年2月16日) 2013年2月18日閲覧。[リンク切れ]
- “山崎まさよし“原点”で最終唱！山口のライブハウス閉館”. スポーツニッポン. (2013年2月18日) 2013年2月19日閲覧。
- “ライブハウス閉店日にファン”. 中国新聞. (2013年2月19日) 2013年2月19日閲覧。[リンク切れ]